# Distretto di Dongxing
Il distretto di Dongxing (东兴区S, Dōngxīng QūP) è un distretto della Cina, situato nella provincia di Sichuan e amministrato dalla prefettura di Neijiang.